# 古事類苑
《古事類苑》（日语：／）是日本明治時代編修的一部类书，各條目的編輯是引用自明治時代以前的各類文獻。这是日本最接近现代百科全书性质的类书，也是日本最大的一部类书，号称可与中国的《古今图书集成》媲美。
1879年（明治12年）由文部省開始進行編修，小村清矩主编，编修总裁是田刚，编修长是佐藤诚实。其後與東京學士院、皇典講究所及神宮司廳繼續編修。1907年（明治40年）編修完成，共1000卷。在編修期間，也開始刊行：由1896年（明治29年）至1914年（大正3年）。和裝版全套共350冊，洋裝版共51冊（包括日英文对照目录和索引一册），20世纪由日本表现社和内外书籍公司出版60冊印刷版。
內容廣泛，介绍日本古代的典章制度、文物古籍和社会。共分成30類：天部、歳時部、地部、神祇部、帝王部、官位部、封禄部、政治部、法律部、泉貨部、称量部、外交部、兵事部、武技部、方技部、宗教部、文学部、礼式部、楽舞部、人部、姓名部、産業部、服飾部、飲食部、居処部、器用部、遊戯部、動物部、植物部、金石部。各类下设“编”部，“编”下设条。各個條目均附有簡單說明，參考文獻則引用自六國史以來至慶應期間的文獻。
皇典講究所接受編修古事類苑是在1890年（明治23年），同期開設了國學院（即後來的國學院大學），開始授課。1895年神宮司廳繼續協助編修，繼續成為皇典講究所的會員，並擔任了編集委員。這是明治時期由國學者而來的一大事業。

## 關連項目
- 廣文庫